# Pascal Rambeau
Pascal Rambeau (* 14. April 1972 in Vitry-sur-Seine) ist ein ehemaliger französischer Segler.

## Erfolge
Pascal Rambeau nahm an drei Olympischen Spielen teil. Zunächst startete er in der Bootsklasse Soling, in der er 2000 in Sydney den zehnten Platz belegte. Anschließend wechselte er in die Bootsklasse Star und wurde 2004 in Athen mit Xavier Rohart sogleich Dritter. Mit 54 Punkten gewannen sie hinter dem brasilianischen und dem kanadischen Boot die Bronzemedaille. Vier Jahre darauf in Peking wurden die beiden Sechste. Bei Weltmeisterschaften gewann Rambeau mit Rohart insgesamt vier Medaillen im Starboot. 2003 in Cádiz und 2005 in Buenos Aires gelang ihnen jeweils der Titelgewinn, dazu gewannen sie 2006 Bronze und 2007 Silber.
Er hat zwei Kinder.